# 圣乔治门 (旺多姆)

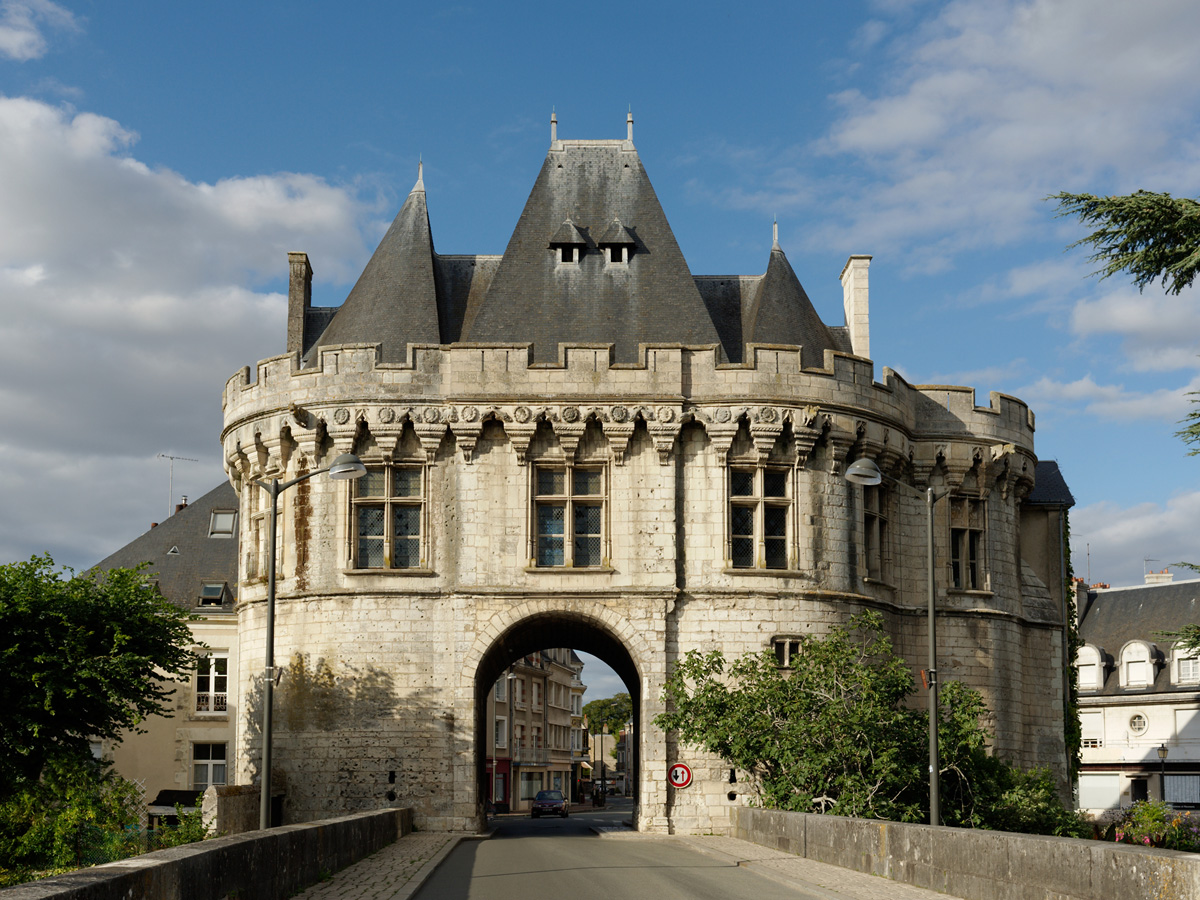

圣乔治门（Porte Saint-Georges）是旺多姆的南侧城门，建于十四世纪和十六世纪之间，位于法国中央-卢瓦尔河谷大区卢瓦-谢尔省旺多姆。这是四扇城门中仅存的一座。1862年列为法国历史遗迹。